# Nicolae Crevedia
N. Crevedia (n. Nicolae Ion Cârstea; 24 noiembrie 1902, Crevedia Mare, județul Giurgiu –  d. 5 noiembrie 1978) a fost un poet și scriitor român, simpatizant al Mișcării legionare.
A fost redactor al publicațiilor Curentul, Epoca și Mișcarea; redactor principal la Calendarul și Porunca Vremii și director al ziarului antisemit Sfarmă-Piatră (1940). Tatăl său, Nicolae Crevedia, (n. 1872 - d. 1944) era un mic țăran care vindea făină. Mama sa, Elena Crevedia,(n. 1882 - d. 1977) era casnică. A mai avut doi frați și o soră.
Nicolae Crevedia a avut două fiice: Diana Cristev și Ioana Nechita. A fost tatăl scriitorului și politicianului Eugen Barbu.

## Educație
A absolvit școala primară în satul natal.
A urmat cursurile Liceului „Sf. Sava” din București. A absolvit în 1924, apoi și-a continuat studiile la Facultatea de limbi moderne din București, Secția limbi slave. Nu și-a luat diploma de licență niciodată. A făcut parte din echipa de studii sociologice condusă de Dimitrie Gusti și a lucrat o perioadă ca profesor suplinitor.

## Carieră
În 1923-1924 a lucrat ca funcționar la Ministerul de Război.
Nicolae Crevedia a debutat în 1924, în revista Cultul eroilor. A colaborat la: Azi, Gândirea, Rampa, Calendarul, Vremea, Adevărul literar și artistic, Viața literară, Bilete de papagal, Revista Fundațiilor Regale ș.a.
În 1933 a publicat mai multe poeme în revista Gândirea, care i-au adus recunoaștere în lumea literară. Pe lângă poezii, a scris epigrame, primul său volum purtând titlul Epigrame (1930).
După debutul editorial cu volumul de versuri Bulgări și stele (1933), Nicolae Crevedia era deja cunoscut ca poet tradiționalist.
S-a afirmat și în domeniul slavisticii, în particular în ce privește zona balcanică. Datorită poetului Iordan Stratiev (1898-1974), a descoperit lirica bulgară. Aceste preocupări au fost ilustrate de conferințe radiofonice pe teme privind cultura bulgară (1927) și prin traduceri din poezia bulgară publicate în revistele Viața literară și Gândirea. 
În 1934, a fost ales membru al Societății Scriitorilor Români și a primit Premiul Societății Scriitorilor Români pentru volumul Bulgări și stele. În 1938, a fost decorat cu Meritul Cultural și Coroana României. A fost membru al Sindicatului Ziariștilor și al Uniunii Ziariștilor Profesioniști.
Ca stil literar, Nicolae Crevedia a cultivat limbajul din lumea satelor, nealterat de civilizația urbană. A fost un scriitor naționalist.
A întreprins numeroase călătorii în țările europene, care au inspirat o serie de articole și reportaje din țările balcanice.
N. Crevedia a întreținut o corespondență valoroasă din punct de vedere al cercetării literare, cu Perpessicius, George Călinescu, Pompiliu Constantinescu, Șerban Cioculescu, I. Valerian, Nichifor Crainic, Octav Șuluțiu, Mihai Ilovici și alții. Din epistolele trimise unor colaboratori mai tineri, precum Marin Bucur (192901994), istoric literar și Victoria Ana Tăușan (1937-2011), poetă, eseistă și traducătoare, rezultă colaborarea scriitorului cu revistele Luceafărul și Pogonici. O relație specială a existat între Nicolae Crevedia și poetul Nichifor Crainic, care i-a fost un autentic părinte spiritual, fiind susținut și promovat în paginile tuturor ziarelor și revistelor pe care le-a inițiat.
În iulie 2022, fiicele scriitorului, Diana Cristev și Ioana Nichita au lansat antologia Dunărea lin-argintie..., la Biblioteca Județeană „I. A. Bassarabescu” din Giurgiu. Acest volum cuprinde o selecție din poezia bulgară în traducerea lui Nicolae Crevedia și a fost publicat în cadrul Colecției Biblioteca Giurgiuveană.

## Opere
- Epigrame (1930)[17]
- Bulgări și stele (1933)[11]
- Bacalaureatul lui Puiu (1933)[11]
- Dragoste cu termen redus (1934)[11]
- Buruieni de dragoste (1936)[11]
- Maria (1938)[18]
- Dă-mi înapoi grădinile (1939)[18]
- Versuri (1968)
- Epigramiști români de ieri și de azi (1975)
- Vinul sălbatic (1977)
- Dunărea lin-argintie... Antologie de poezie bulgară (postum, 2022)[16]